# 한국장로회총연합회
한국장로회총연합회(The Korea Elder's General Confederacy)는 대한민국 개신교 장로교교단에 소속된 장로들의 연합 단체이다. 

## 같이 보기
- CBS기독교방송
- 한국장로교총연합회
- 개신교
- 한국의 기독교